# 栄村 (鳥取県東伯郡)
栄村（さかえそん）は、鳥取県東伯郡にあった村。現在の東伯郡北栄町の一部にあたる。

## 地理
大山火山灰台地の山麓、由良川の沿岸に位置していた。

## 歴史
- 1889年（明治22年）10月1日、町村制の施行により、八橋郡東高尾村、西高尾村、上種村、下種村、岩坪村、亀谷村が合併して村制施行し、栄村が発足[1][2]。旧村名を継承した東高尾、西高尾、上種、下種、岩坪、亀谷の6大字を編成[2]。
- 1894年（明治27年）大字亀谷に栄駐在所設置[2]。1934年（昭和9年）室戸台風で半壊し、1936年（昭和11年）に新築移転した[2]。
- 1896年（明治29年）4月1日、郡の統合により東伯郡に所属[2]。
- 1951年（昭和26年）栄村営診療所開設[2]
- 1955年（昭和30年）5月1日、東伯郡大誠村と合併し大栄町を新設して廃止された[1][2]。合併後、大栄町大字東高尾・西高尾・上種・下種・岩坪・亀谷となる[2]。

## 産業
- 農業

## 教育
- 1893年（明治26年）大字下種に栄尋常小学校開校[2]。1907年（明治40年）栄尋常高等小学校に改称[2]。1947年（昭和22年）高等科を廃止し栄小学校に改称[2]。